# 1018 w polityce

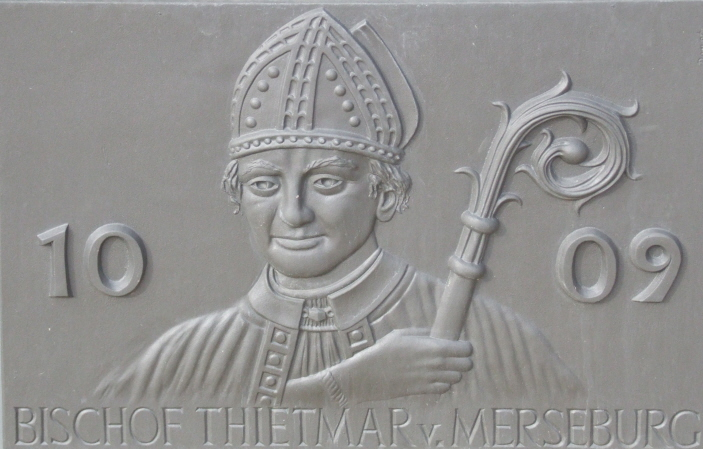
Thietmar z Merseburga

Wydarzenia polityczne w 1018 roku.

## Wydarzenia
- Pokój w Budziszynie[1].
- Bułgaria zostaje włączona do Bizancjum[1].
- Bolesław I Chrobry wyrusza na Ruś i zdobywa Kijów[2].

## Urodzili się
- Bagrat IV, król Gruzji.
- Michał Psellos, bizantyjski polityk i kronikarz[3].

## Zmarli
- Thietmar z Merseburga, niemiecki biskup i kronikarz[1].
- Harald Svensson, król Danii[4].